# Grenze zwischen Litauen und Polen
Die derzeitige Grenze zwischen Litauen und Polen besteht seit der Wiederherstellung der Unabhängigkeit Litauens am 11. März 1990. Bis dahin bestand die identische Grenze zwischen Polen und der Litauischen SSR der Sowjetunion. Die Länge der Grenze beträgt 104 Kilometer. Sie verläuft vom Dreiländereck  Litauen –  Polen –  Russland  in südöstlicher Richtung zum gemeinsamen Grenzpunkt mit  Belarus  und ist 104 Kilometer lang (Luftlinie: 65,4 km).  Die letzten 12 Kilometer im Südosten folgen dem stark mäandrierenden Flusslauf der Marycha.
Es ist eine Landgrenze zwischen Staaten der  Europäischen Union, der  NATO und Mitgliedern des Schengener Abkommens, die zwischen zwei  GUS- und  OVKS-Mitgliedern verläuft. Für die Strategen der NATO ist das Grenzgebiet als „Suwałki-Lücke“ bekannt, da es ein schwer zu verteidigendes, hindernisarmes Gelände darstellt, eine schmale Lücke zwischen Belarus und der russischen Exklave Kaliningrad, die die baltischen Staaten der NATO mit Polen und dem Rest der Bündnisstaaten verbindet.

## Geschichte
Der Grenzverlauf war in der Geschichte vielen Veränderungen unterworfen, da benachbarte und fremde Regenten häufig wechselnde Territorien in diesem Gebiet beanspruchten.
- Im späten Mittelalter teilten das Königreich Polen und das Großherzogtum Litauen eine lange Grenze, da letzteres ab dem 14. Jahrhundert auch weite Teile des heutigen Belarus und der Ukraine umfasste.[2]
- Von der Union von Lublin (1569) bis zu den polnischen Teilungen Ende des 18. Jahrhunderts waren beide Länder Teil der Adelsrepublik und konstitutionellen Wahlmonarchie Polen-Litauen.[3]
- Nach der Dritten Teilung Polens 1795 gehörte Litauen zum Russischen Kaiserreich, der Nordosten Polens als Neuostpreußen zum Königreich Preußen. Die Memel (Njemen) war Grenzfluss. Nach dem Frieden von Tilsit 1807 fiel Neuostpreußen an das von Napoleon abhängige Herzogtum Warschau.
- Nach dem Wiener Kongress 1815 waren sowohl Kongresspolen (damalige Woiwodschaft bzw. Gouvernement Augustów) als auch die litauischen Gouvernements Kowno und Wilna Teile des Russischen Kaiserreiches. Die Grenze zwischen den Landesteilen verlief weiterhin entlang der Memel.
- Zwischen der Zweiten Polnischen Republik und Litauen bestand zwischen 1918 und 1939 eine andere Grenze. Nach dem polnisch-litauischen Grenzkonflikt war sie ab 1922 stabil und hatte eine Länge von 521 km. Polen reichte damals deutlich weiter nach Norden und Osten und umfasste auch das Gebiet um Vilnius (Wilno).[4][5]
- Die derzeitige Grenze wurde nach dem Zweiten Weltkrieg infolge der Westverschiebung Polens festgelegt als Abgrenzung der Volksrepublik Polen von der Litauischen SSR als Teil der Sowjetunion.
- Litauen und Polen traten 2007 dem Schengen-Raum bei. Dies bedeutete, dass im Dezember 2007 alle Passkontrollen an der Grenze entfernt wurden.

## Grenzübergänge
| - Zwischen 1991 und 2007 gab es drei Straßen- und einen Eisenbahngrenzübergang zwischen Polen und Litauen. - Am 1. Mai 2004, als Polen und Litauen der Europäischen Union beitraten, wurde diese Grenze zu einer Binnengrenze der Europäischen Union. - Am 21. Dezember 2007 sind Polen und Litauen dem Schengener Vertrag beigetreten. Danach wurde das Überqueren der Grenze einfacher, da die EU-Binnengrenzen für den gesamten Verkehr nahezu unkontrolliert geöffnet sind. Es gibt jedoch gelegentliche Zoll- und Polizeikontrollen gegen den Schmuggel von Waren, bei Verdacht illegaler Grenzübertritte von Personen aus dem Außengebiet oder Verdacht auf Schleusungskriminalität. Etwa 1 % der Reisenden sind davon betroffen. - Mit dem Beitritt zum Schengen-Abkommen finden keine Ausweiskontrollen mehr statt. Auch die routinemäßigen Zollkontrollen sind an der Grenze entfallen. Seitdem reicht für die Einreise der Personalausweis, der jedoch nur in Ausnahmefällen kontrolliert wird. - Die Grenzbefestigungen und Kontrollstellen wurden entweder abgebaut oder einer anderen Verwendung zugeführt. Die Liste der Grenzübergänge ist inzwischen theoretisch, da sie nur noch von historischer, verkehrstechnischer oder besonderer touristischer Bedeutung sind. |

| Litauen                                                       | Litauen         | ⇄               | Polen           | Polen                                             | Position                         |
| ------------------------------------------------------------- | --------------- | --------------- | --------------- | ------------------------------------------------- | -------------------------------- |
| Vištytis                                                      | 5144            |                 |                 | Wiżajny                                           | 54° 22′ 50,6″ N, 22° 49′ 2,4″ O  |
| Vigreliai                                                     | 5142            |                 |                 | Sudawskie                                         | 54° 23′ 49,5″ N, 22° 55′ 23,7″ O |
| Klinavas                                                      |                 |                 |                 | Krejwiany                                         | 54° 22′ 27,4″ N, 23° 0′ 13,7″ O  |
| Šešupė nowrap\|(deutsch Scheschuppe, früher Ostfluss)         | Wasserwanderweg | Wasserwanderweg | Wasserwanderweg | Szeszupa                                          | 54° 20′ 58,5″ N, 23° 2′ 42,1″ O  |
| Žiogačiai                                                     | 2653            |                 |                 | Poszeszupie                                       | 54° 20′ 41,4″ N, 23° 3′ 31,2″ O  |
| Kalvarija                                                     | A5 · E67        |                 | D8 · E67        | Budzisko                                          | 54° 18′ 31,5″ N, 23° 7′ 13,2″ O  |
| Trumpaliai                                                    |                 |                 |                 | Trompole / Trumpalis                              | 54° 17′ 40,4″ N, 23° 10′ 13,1″ O |
| Olksmiany                                                     |                 |                 | [ 12 ]          | Senieji Alksnėnai                                 | 54° 16′ 10,6″ N, 23° 13′ 32,6″ O |
| Trakiszki                                                     | [ Anmerkung 4 ] | [ Anmerkung 4 ] | [ Anmerkung 4 ] | Šeštokai                                          | 54° 15′ 53,7″ N, 23° 13′ 47,7″ O |
| Felicjanowo (litauisch Filicijanavas)                         | 2511            |                 |                 | Burbiškiai (polnisch Burbiszki)                   | 54° 13′ 36″ N, 23° 23′ 0,5″ O    |
| Tarnauka                                                      |                 | [ Anmerkung 5 ] |                 | Dusznica                                          | 54° 10′ 32,3″ N, 23° 27′ 20,9″ O |
| Lazdijai (deutsch Lasdien, polnisch Łoździeje), Bezirk Alytus | A135            |                 | D16             | Ogrodniki (litauisch Aradnykai), Powiat Sejneński | 54° 9′ 48,4″ N, 23° 28′ 31″ O    |
| Lazdijai (deutsch Lasdien, polnisch Łoździeje), Bezirk Alytus | [ Anmerkung 6 ] |                 |                 | Ogrodniki (litauisch Aradnykai), Powiat Sejneński | 54° 9′ 48,4″ N, 23° 28′ 31″ O    |
| Kalėdiškai                                                    | 2524            |                 |                 | Bałędzianka                                       | 54° 5′ 24″ N, 23° 31′ 5,2″ O     |
| Kapčiamiestis                                                 |                 |                 |                 | Berżniki                                          | 54° 2′ 43,5″ N, 23° 31′ 35,6″ O  |